# Monobrachium parasiticum
Monobrachium parasiticum är en nässeldjursart som beskrevs av Konstantin Sergejewicz Mereschkowsky 1877. Monobrachium parasiticum ingår i släktet Monobrachium och familjen Olindiasidae. Inga underarter finns listade i Catalogue of Life.